# Gabriel Agbonlahor
Gabriel Agbonlahor (n. 13 octombrie, 1986 în Birmingham, Anglia) este un jucător englez de fotbal care evoluează pe postul de atacant la clubul Aston Villa. Are descendenți de origine scoțiană și nigeriană și este un produs al academiei de fotbal al clubului Aston Villa. Are 1,80 m și 78 kg și este cunoscut pentru viteza sa.

## Carieră
Venind de la tinere, Agbonlahor a semnat primul contract de professionist în iunie 2005. La 22 septembrie 2005, a fost împrumutat la clubul din Championship, Watford, unde a debutat la seniori șase zile mai târziu, înlocuindu-l la pauză pe Trevor Benjamin într-o înfrângere cu 1–3 în deplasare cu Coventry City. A intrat pe teren din primul minut în următorul meci, cel cu Leeds United de pe Vicarage Road desfășurat la 1 octombrie, fiind înlocuit de Francino Francis după 65 de minute. Agbonlahor a mai fost împrumutat și la Sheffield Wednesday pe 28 octombrie, unde a jucat opt meciuri, fără să marcheze.
Agbonlahor a debutat în Premier League la data de 18 martie 2006, în mandatul antrenorului David O'Leary, într-un meci jucat pe Goodison Park, împotriva celor de la Everton FC. În chiar meciul său de debut, Agbonlahor a reușit să marcheze, însă golul său nu a ajutat-o pe Villa să câștige nici măcar un punct, deoarece „caramelele” au învins cu 4-1.
În sezonul 2006-2007, noua formație construită de Martin O'Neill la Aston Villa l-a regăsit pe Gabriel Agbonlahor în primul unsprezece, el evoluând mai întâi pe postul de mijlocaș dreapta. A marcat o dublă în amicalul cu Walsall, câștigat cu 5–0, și un altul cu NEC, 1-2. După ce a marcat primul gol al sezonului pentru el, într-o partidă oficială la Villa, câștigată împotriva lui Charlton Athletic, Agbonlahor a marcat primul său gol important din carieră, pe 30 septembrie 2006, egalând cu capul la unu în meciul cu campioana Chelsea Londra, meci care avea să se încheie cu acest rezultat.
Agbonlahor avea să devină eroul lui Villa în Cupa Ligii Angliei, marcând golul victoriei în prelungirile partidei cu Leicester City, 3-2 pe Stadionul Walkers într-o ediție în care Villa avea să fie apoi eliminată de Chelsea. Evoluțiile foarte bune au continuat pentru Agbonlahor, care până pe 10 februarie bifase toate minutele în campionat.
La această dată, el a fost schimbat de Patrik Berger, iar în următoarea partidă a fost odihnit de către Martin O'Neill, pauza aceasta fiind benefică, Agbonlahor reîncepând să marcheze meci de meci. A marcat și în meciurile cu Everton (1-1). În urma acestui meci, el a fost răsplătit pentru evoluțiile sale cu un nou contract, semnat pe o durată de patru ani. A încheiat sezonul cu 10 goluri marcate în 42 de partide disputate în toate competițiile pentru Villa. 
În sezonul 2007-2008, Agbonlahor a reușit să marcheze cel de-al doilea gol al victoriei formației sale împotriva celor de la Chelsea (2-0), pe 2 septembrie. Mai apoi, a devenit eroul lui Aston Villa în derby-ul orașului, împotriva lui Birmingham City, după ce a scos de pe linia porții mingea lui Liam Ridgewell în minutul 85 iar un minut mai târziu a marcat golul victoriei pentru formația sa.
Agbonlahor a fost numit cel mai bun jucător al lunii noiembrie a anului 2007 în Premier League. La finalul sezonului, Agbonlahor încheia anul competițional cu 11 goluri marcate în 37 de partide în prima ligă fotbalistică din Anglia, inclusiv două goluri în victoriile covârșitoare din retur obținute împotriva lui Derby County (6-0) și din nou marii rivale Birmingham City (5-1).
Pe 15 august 2008, Agbonlahor și-a prelungit contractul cu Villa până în 2012, iar două zile mai târziu era din nou eroul lui Aston Villa într-un meci fantastic, câștigat cu scorul de 4-2 împotriva lui Manchester City: el a marcat un hattrick „perfect” (un gol cu capul, unul cu piciorul stâng și altul cu dreptul), cele trei goluri fiind înscrise în doar șapte minute.

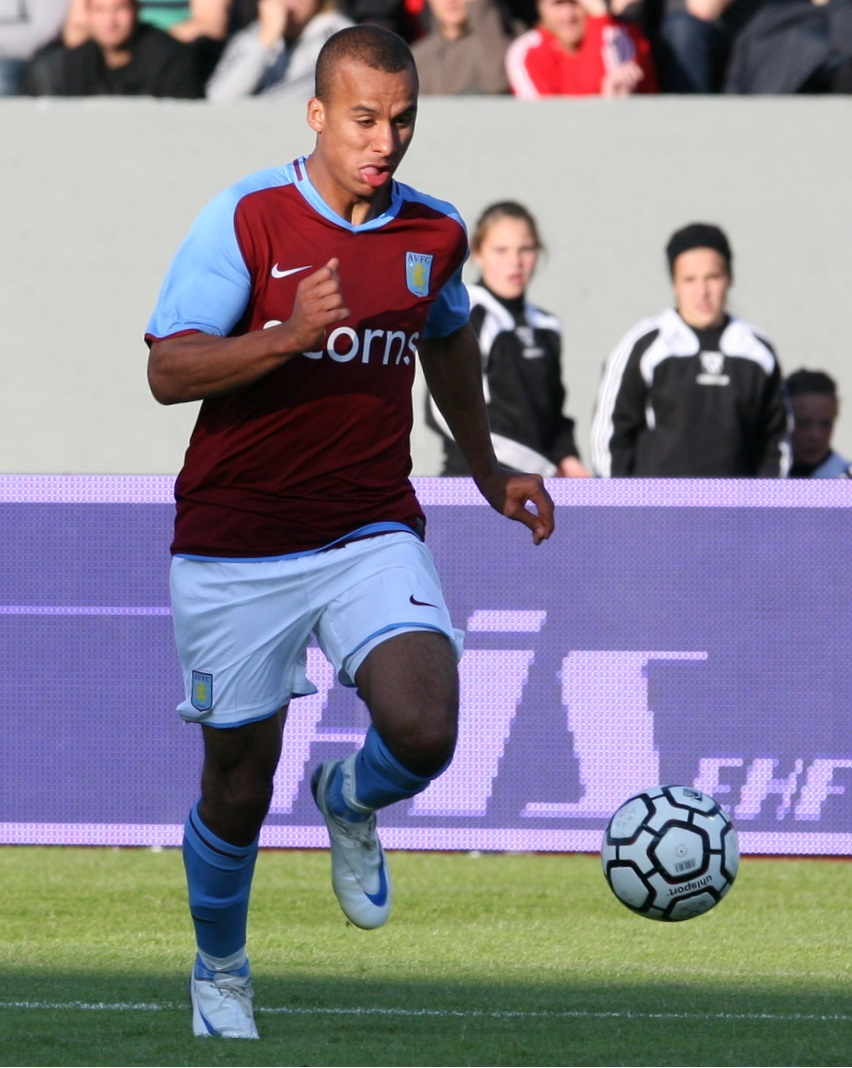
Agbonahor jucând pentru Aston Villa în august 2008.

Evoluțiile bune ale lui Agbonlahor și ale partenerului său din atacul lui Villa, norvegianul John Carew, lucru demonstrat în meciurile din deplasare cu West Bromwich Albion, și Wigan Athletic în care au pasat decisiv și au marcat, au dus-o pe Aston Villa în lupta pentru un loc în Liga Campionilor UEFA, însă seria de victorii ale formației lui Agbonlahor s-au întrerupt brusc în primăvara anului 2009, când Aston Villa a pierdut contactul cu cele patru mari, Manchester United, Chelsea, Liverpool și Arsenal.
La data de 5 aprilie 2009, Gabriel Agbonlahor a marcat un gol important în partida cu Manchester United, disputată pe Old Trafford, la scorul de 1-1. 

## Echipa națională
Pe 28 de septembrie 2006, Agbonlahor a fostr chemat la echipa națională de tineret a Angliei, după ce cu opt zile în urmă refuzase o convocare la naționala similară a Nigeriei. A debutat pentru tineretul Angliei pe 6 octombrie 2006, într-o partidă cu Germania. A jucat pentru aceasta 13 meciuri, marcând 4 goluri.
În februarie 2008, a fost convocat pentru prima oară de Fabio Capello la naționala mare cu Elveția, dar o accidentare a vârfului lui Aston Villa l-a forțat pe antrenorul italian să renunțe la el. Agbonlahor a mai fost convocat de câteva ori în 2008, cum ar fi pentru amicalele cu Statele Unite și Trinidad-Tobago, însă nu a fost introdus în teren de Capello. A avut șansa să debuteze într-un meci oficial împotriva Ucrainei, pe 31 martie, dar nu a fost introdus în teren de Capello.
Agbonlahor a debutat până la urmă pentru naționala Angliei pe 15 noiembrie 2008, într-un amical disputat la Berlin, împotriva Germaniei, meci în care a evoluat până în minutul 76, marcând și un gol care a fost apoi anulat. Pe 11 februarie 2009 a bifat cea de-a doua selecție, într-un alt amical, disputat împotriva Spaniei. A mai jucat în victoria cu 3-0 cu Belarus contând pentru calificările la CM 2010 fiind chemat la lot și în noiembrie 2011.

## Palmares
- Finalist al Cupei Angliei la juniori (o dată, cu Aston Villa): 2003-2004
- Cel mai bun tânăr jucător al sezonului (de două ori): 2006-2007, 2007-2008
- Jucătorul lunii în Premier League (o dată): noiembrie 2008

## Legături externe
- Gabriel Agbonlahor la Soccerbase
- Agbonlahor.html Gabriel Agbonlahor pe site-ul National-Football-Teams.com
- Perofil Arhivat în 26 mai 2015, la Wayback Machine. la Aston Villa Arhivat în 26 mai 2015, la Wayback Machine.